# Былбас, Андрей Андреевич
Андрей Андреевич Былбас (24 сентября 1904, село Былбасовка, Изюмский уезд, Харьковская губерния, Российская империя — 1962, село Саханка, Новоазовский район, Донецкая область, Украинская ССР) — директор подсобного хозяйства «Саханка» треста «Азовстальстрой» Министерства строительства СССР, Новоазовский район Сталинской области, Украинская ССР. Герой Социалистического Труда (1953).

## Биография
Родился в 1904 году в крестьянской семье в селе Былбасовка Изюмского уезда. С раннего возраста трудился в сельском хозяйстве. После получения сельскохозяйственного образования — на различных ответственных должностях Сталинской области, в том числе — директором совхоза «Портовский» Мариупольского района. С 1931 года член ВКП(б). После начала Великой Отечественной войны организовал эвакуацию совхоза в Ставропольский край. В декабре 1941 года призван по мобилизации в Красную Армию из Георгиевска. Воевал в составе медико-санитарного батальона 295-й стрелковой дивизии. С апреля 1942 года — заместитель командира медицинской роты по политической части. В ноябре 1945 года демобилизовался.
В послевоенные годы возглавлял подсобное хозяйство «Саханка» треста «Азовстальстрой» в селе Саханка Новоазовского района. За короткое послевоенное время вывел предприятие в число передовых сельскохозяйственных производств Новоазовского района, которое к началу 1950-х годов стало многоотраслевым хозяйством. Развивал картофелеводство, садоводство, виноградарство, овощеводство и птицеводство. Дойное стадо в хозяйстве достигло 200 коров, в свинарнике содержалось около двух тысяч свиней.
В 1952 хозяйство сдало отделу рабочего снабжения треста «Азовстальстрой» для продажи населению 1,5 тысячи центнеров свинины, 321 центнер говядины, 14 центнеров мяса птицы, 3660 центнеров молока, 10530 центнеров овощей и 2060 центнеров винограда и фруктов. Урожай зерновых составил в среднем с каждого гектара по 28,1 центнера с площади 1036 гектаров. Указом Президиума Верховного Совета СССР от 19 октября 1953 года удостоен звания Героя Социалистического Труда за "получение высокого урожая зерновых культур в целом в 1952 году " с вручением ордена Ленина и золотой медали «Серп и Молот» (№ 6728).
Этим же указом званием Героя Социалистического Труда был награждён старший агроном хозяйства «Саханка» Иван Ильич Севастьянов.
После выхода на пенсию проживал в селе Саханка Новоазовского района. Умер в 1962 году.
Награды
- Герой Социалистического Труда
- Орден Ленина
- Орден «Знак Почёта» (26.02.1958)
- Медаль «За боевые заслуги» — дважды (23.05.1945; 19.07.1945)
- Медаль «За оборону Кавказа» (01.05.1944)
- Медали ВСХВ, в том числе серебряные (1939; 07.03.1940)